# 樊光耀
樊光耀（1975年5月3日—），台灣男演員。出生於台北市，畢業於私立華岡藝校戲劇科、中國文化大學中國戲劇學系及中國文化大學藝術研究所戲劇組。2008年，與劇場同事劉瑋伶結婚。2013年患上精神疾病，暫時退出電視圈。

## 生平
1990年代進入華岡藝校就讀起，即投入表演藝術的各項工作。
1993年，加入「屏風表演班」，成為戲劇名宿李國修的弟子。
1999年8月，循古禮正式拜入相聲大師吳兆南為師，學習相聲。
2005年，以公共電視人生劇展《壞蛋》一劇獲頒第40屆金鐘獎單元劇最佳男主角，由此開始進入影視領域演出。

## 演出作品

### 電影
- 2007年《色，戒》飾演：張秘書
- 2011年《初戀風暴》飾演：莊書宇
- 2011年《雞排英雄》飾演：羅尚德
- 2013年《被偷走的那五年》飾演：菲利普
- 2014年《極光之愛》飾演：北川爸爸
- 2014年《黃飛鴻之英雄有夢》飾演：眼盲說書人
- 2015年《風中家族》飾演：老馬
- 2016年《沖天火》飾演：唐永章[2]
- 2016年《一萬公里的約定》飾演：潘教練
- 2018年《有一種喜歡》飾演：秀男爸爸
- 2019年《傻傻愛你，傻傻愛我》飾演：康父
- 2024年《夏日的檸檬草》飾演：曉夏爸
- 2026年《厄魂》飾演：
- 2026年《腹喜》飾演：

### 電視劇
- 2005年公視《壞蛋》飾演：楊柏賢。
- 2007年公視《我在墾丁天氣晴》飾演：劉健章
- 2008年台視、三立《波麗士大人》飾演：林國彰
- 2008年中視《光陰的故事》飾演：孫玉章
- 2009年公視、TVBS《痞子英雄》飾演：北區分局 黄隊長（客串）
- 2009年公視人生劇展《最愛就是你》飾演：沈嶽山
- 2009年客家電視台《十里桂花香》飾演：楊秉彝（中老年）
- 2010年華視《星光下的童話》客串。飾演：表演老師
- 2010年台視《飯糰之家》飾演：關永德
- 2010年台視、三立《犀利人妻》飾演：美食節目主持人
- 2010年台視、三立《國民英雄》特別演出。飾演：鄭經倫
- 2011年台視《姊妹》飾演：黃河
- 2011年中視、壹電視《真的漢子》飾演：林秋水
- 2012年台視、三立《向前走向愛走》。飾演：杜立堂
- 2012年台視《半熟戀人》。飾演：莊明道
- 2012年台視《東門四少》。飾演：朱震華
- 2012年台視《東華春理髮廳》。飾演：劉森義
- 2013年衛視中文台《沒有名字的甜點店》。飾演：百老匯
- 2013年台視《親愛的，我愛上別人了》。飾演：羅維明
- 2013年公視《幸福蜜方》飾演：孝廉[3]
- 2014年台視《神仙老師狗》飾演：土地公／陸昌豪
- 2015年公視《一把青》飾演：樊任先‬處長
- 2016年公視《植劇場－戀愛沙塵暴》飾演：林源明
- 2017年民視《外鄉女》飾演：王強
- 2020年HBO Asia《獵夢特工》飾演：秦醫生
- 2022年公視、台視《茁劇場－滴水的推理書屋》飾演：顧裕宏
- 2022年華視、三立都會台《門當互懟愛上你》飾演：李大同
- 2024年民視《商魂》飾演：省主席
- 2024年TVBS歡樂台《秘書俱樂部》飾演：蔡宗憲

### 網路劇
- 2021年Vidol《約·定》飾演：麥正雄

## 主持
- 2013年《兩岸秘密檔案》 廈門衛視與中天電視共同製播

## 獎項紀錄

### 金鐘獎
| 年份   | 獲提名                        | 獎項                               | 結果 |
| ------ | ----------------------------- | ---------------------------------- | ---- |
| 2005年 | 《壞蛋》楊柏賢                | 第40屆金鐘獎戲劇節目單元劇男主角獎 | 獲獎 |
| 2009年 | 《光陰的故事》 孫玉章         | 第44屆金鐘獎戲劇節目男配角獎       | 提名 |
| 2017年 | 植劇場－《戀愛沙塵暴》 林源明 | 第52屆金鐘獎戲劇節目男主角獎       | 提名 |

### 金曲獎
| 年份   | 獲提名       | 獎項                                         | 結果 |
| ------ | ------------ | -------------------------------------------- | ---- |
| 2006年 | 《二不合唱》 | 第17屆金曲獎傳統暨藝術音樂作品類最佳作詞人獎 | 提名 |

## 外部連結
- 樊光耀的Facebook專頁
- 樊光耀在香港影庫上的簡介
- 樊光耀在台灣電影網上的資料（繁體中文）
- 華文影史庫 樊光耀 簡介 （页面存档备份，存于）